# یواس‌اس هکتور (ای‌سی-۷)
یواس‌اس هکتور (ای‌سی-۷) (به انگلیسی: USS Hector (AC-7)) یک کشتی بود که طول آن ۴۰۳ فوت (۱۲۳ متر) بود. این کشتی در سال ۱۹۰۹ ساخته شد.